# 奥托比亚诺
奥托比亚诺（義大利語：Ottobiano），是意大利帕维亚省的一个市镇。总面积24平方公里，人口1188人，人口密度49.5人/平方公里（2009年）。国家统计（ISTAT）代码为018106。